# Danehill
Danehill (1986–2003) war ein US-amerikanisches Vollblut-Rennpferd, das in verschiedenen Ländern mehrfach die Listen der erfolgreichsten Rennpferde-Vererber anführte. Es war ein brauner Hengst von Danzig aus der Razyana (Muttervater His Majesty). Während seiner Rennlaufbahn gehörte er seinem Züchter, dem Prinzen Khalid Abdullah.

## Rennlaufbahn
Von Jeremy Tree trainiert, ging Danehill neun Mal an den Start und gewann vier Mal, wobei er nur zwei Mal nicht platziert wurde. Nachdem er als Dreijähriger Dritter in den 2000 Guineas und Vierter in den Irischen 200 Guineas wurde, wurde er auf kürzere Distanzen eingesetzt. Hier war er sehr erfolgreich und gewann die Golden Jubilee Stakes (Cork and Orrery Stakes) in der Royal Ascot Rennwoche und den Haydock Sprint Cup. Während seiner Rennlaufbahn verdiente er insgesamt 177.465 £.

## Zuchtlaufbahn
Danehill wurde 1990 an eine Besitzergemeinschaft bestehend aus dem irischen Coolmore Stud, wo er 1990 aufgestellt wurde und dem Arrowfield Stud, New South Wales verkauft. Daher wurde er abwechselnd in Irland und Australien aufgestellt. Außerdem deckte er 1996 eine Saison in Japan. Aufgrund seines Zuchterfolgs in Europa erwarb Coolmore die fehlende Hälfte von Danehill und musste dafür 24 Millionen Dollar zahlen, so dass Danehill das wertvollste Vollblut der australischen Zuchtgeschichte wurde.
Gemeinsam mit Sadler’s Wells gehörte er zu den weltbesten Beschälern in den Jahren 1990–2000. Dadurch, dass er sowohl die australische, als auch die irische Decksaison bedienen konnte, zeugte er die astronomische Zahl von 2008 Startern. Darunter waren 1545 Söhne und Töchter, die jeweils mindestens ein Rennen gewannen und 349 "stakes winners" (Sieger wichtiger Rennen) und 89 Sieger in Gruppe 1-Rennen. Seine Nachkommen gewannen insgesamt fast 300 Millionen Euro. Dadurch wurde er einer der teuersten Hengste, ein Sprung kostete in seinem Todesjahr 375.000 Euro.
Danehill und viele seiner Söhne waren dominant braun. Unter ihren Nachkommen waren keine Füchse. Schimmel gab es nur, wenn die Stute ebenfalls ein Schimmel war.
Am 13. Mai 2003 starb Danehill aufgrund eines Unfalls in Coolmore Stud.

## Erfolgreiche Nachkommen
Die Liste von Danehills erfolgreichen Nachkommen auf beiden Seiten des Planeten ist lang.
 Europa
- Aquarelliste – Prix de Diane (Chantilly), Prix Vermeille, Prix Ganay
- Banks Hill – Breeders’ Cup Filly & Mare Turf, Coronation Stakes, Prix Jacques Le Marois
- Danehill Dancer – Phoenix Stakes, National Stakes, Leading Sire in England und Irland
- Dansili – Sussex Stakes, Prix de la Forêt, Prix Jacques Le Marois, Prix du Moulin de Longchamp, Champion der Vaterpferde in Frankreich
- Desert King – National Stakes, Irish Derby, Irische 2000 Guineas, Vater von Makybe Diva
- Duke of Marmalade – Prix Ganay, Tattersalls Gold Cup, Prince of Wales’s Stakes, King George VI and Queen Elizabeth Stakes, International Stakes
- Dylan Thomas – Prix de l’Arc de Triomphe, Irish Derby, King George VI and Queen Elizabeth Stakes, Irish Champion Stakes, Prix Ganay, europäisches Pferd des Jahres (2007)
- George Washington – Phoenix Stakes, National Stakes, 2000 Guinées, Queen Elizabeth II Stakes, Bester Dreijähriger in Europa (2006)
- Oratorio – Prix Jean-Luc Lagardère, Eclipse Stakes, Irish Champion Stakes
- Rock of Gibraltar – 2000 Guineas, Irische 2000 Guineas, Prix Jean-Luc Lagardère, Dewhurst Stakes, St. James’s Palace Stakes, Sussex Stakes, Prix du Moulin de Longchamp, europäisches Pferd des Jahres (2002)
- Tiger Hill – Großer Preis von Baden (1998, 1999), Mehl-Mülhens-Rennen, Galopper des Jahres (1998, 1999)
- Westerner – Ascot Gold Cup, Prix du Cadran, Prix Royal Oak, europäischer Steher des Jahres (2004, 2005)

 Australien
- Redoute’s Choice – Caulfield Guineas, Blue Diamond Stakes, Manikato Stakes, C F Orr Stakes, Champion der Vaterpferde in Australien
- Elvstroem – Victoria Derby, Caulfield Cup, C F Orr Stakes, St George Stakes, Dubai Duty Free
- Dane Ripper – Cox Plate, Australian Cup
- Flying Spur – Champion der Vaterpferde in Australien
- Fastnet Rock – Lightning Stakes, Oakleigh Plate, Champion der Vaterpferde in Australien

 Hongkong
- Fairy King Prawn – Hong Kong Sprint, Chairman’s Sprint Prize, Yasuda Kinen, Happy Valley Trophy, Hong Kong Stewards’ Cup, Pferd des Jahres in Hondkong (2000, 2001)

## Typus der Danehill-Nachkommen
Auffällig an Danehills Pedigree ist die Inzucht auf die Native-Dancer-Tochter Natalma, die sowohl Mutter seines Großvaters Northern Dancer als auch seine Urgroßmutter auf der Mutterseite ist. Man nimmt an, dass daraus Danehills bemerkenswertes Vermögen herrührt, einen starken Turn of Foot zu vererben, der auch Native Dancer und viele seiner Nachkommen auszeichnete. Mehr noch, viele seiner Söhne und Töchter, insbesondere jene, die ihre besten Leistungen wie Danehill selbst auf kurzen Distanzen zeigten, besitzen ebenfalls dieses besonders begehrte Vererbungsvermögen. Erstaunlicherweise bleibt dabei oft das Stehvermögen des Paarungspartners erhalten. Insbesondere die Kombination aus Europas führendem Vererber Galileo und Töchtern bzw. Enkelinnen von Danehill hat sich als außerordentlich erfolgreich erwiesen. Fast alle sehr guten Gallieo-Nachkommen wurden so gezogen. Auch Deutschlands gewinnreichstes Pferd Danedream (aus einer Danehill-Tochter) und In Swoop (aus einer Danehill-Enkelin), Derby-Sieger und Arc-Zweiter 2020, wurden nach einem ähnlichen Rezept gezogen, wobei hier Lomitas bzw. Adlerflug statt Galileo das Steherblut beisteuerten.

## Abstammung
| Vater Danzig   | Northern Dancer | Nearctic         | Nearco         |
| Vater Danzig   | Northern Dancer | Nearctic         | Lady Angela    |
| Vater Danzig   | Northern Dancer | Natalma          | Native Dancer  |
| Vater Danzig   | Northern Dancer | Natalma          | Almahmoud      |
| Vater Danzig   | Pas de Nom      | Admiral’s Voyage | Crafty Admiral |
| Vater Danzig   | Pas de Nom      | Admiral’s Voyage | Olympia Lou    |
| Vater Danzig   | Pas de Nom      | Petitioner       | Petition       |
| Vater Danzig   | Pas de Nom      | Petitioner       | Steady Aim     |
| Mutter Razyana | His Majesty     | Ribot            | Tenerani       |
| Mutter Razyana | His Majesty     | Ribot            | Romanella      |
| Mutter Razyana | His Majesty     | Flower Bowl      | Alibhai        |
| Mutter Razyana | His Majesty     | Flower Bowl      | Flower Bed     |
| Mutter Razyana | Spring Adieu    | Buckpasser       | Tom Fool       |
| Mutter Razyana | Spring Adieu    | Buckpasser       | Busanda        |
| Mutter Razyana | Spring Adieu    | Natalma          | Native Dancer  |
| Mutter Razyana | Spring Adieu    | Natalma          | Almahmoud      |